# Menhir de Feldengel
Le menhir de Feldengel (en allemand : menhir von Feldengel), connu également sous le nom de « Der Lange Stein » (littéralement « La Longue Pierre »), est un mégalithe datant du Néolithique situé près de la commune de Großenehrich, en Thuringe (Allemagne).

## Situation
Le menhir est situé entre Holzengel et Feldengel, deux quartiers (Ortsteile) de Großenehrich.

## Description
Il s'agit d'un monolithe composé de tuffeau. Il a une hauteur de 2,11 m, une largeur de 0,80 m, et une profondeur de 0,16 m.